# Церковь Сан-Марциале (Венеция)
Церковь Сан-Марциале, или Сан-Марчилиано (итал. La chiesa di San Marziale, ovvero San Marcilliano) — церковь в Венеции, в сестиере (районе) Каннареджо.

## История
Считается, что церковь Святого Марциала была основана в IX веке и перестроена в 1133 году по инициативе семьи Бокки. Тогда же она была преобразована в приходскую церковь, оставаясь при этом частью собора Сан-Пьетро-ди-Кастелло.
С самого начала это была также коллегиальная церковь, поэтому существовал капитул, состоявший из двух священников, дьякона и иподиакона. Позднее управление сводилось к одному приходскому священнику.
Старое здание в виде базилики с тремя нефами и трёхчастным фасадом из-за ветхости в 1693 году было перестроено и заново освящено 28 сентября 1721 года патриархом Пьетро Барбариго. Церковь сохранилась в годы наполеоновских репрессий, в 1819 году приход расширился, включив также территории Сан-Маркуолы и Санта-Софии. В 1876 году патриарх Джузеппе Луиджи Тревизанато санкционировал передачу прихода церкви Мадонна-дель-Орто Мадонны дель Орто, и Сан-Марциале был понижен в звании до ректорской церкви, каковой и является до настоящего времени.

## Архитектура и произведения искусства
Внешний вид церкви весьма скромен: стены оштукатурены, без украшений, даже небольшая колокольня имеет простой силуэт. Внутри церковь имеет один неф, плафон украшают живописные панели в позолоченных рамах работы Себастьяно Риччи (ок. 1700).
Главный алтарь оформлен мраморной скульптурной группой, приписываемой Томмазо Руэсу: «Христос в мире с ангелами и святыми». Важное историческое значение имеет картина работы Тинторетто «Святой Марциал во славе между святыми Петром и Павлом» (1548—1549). В сакристии церкви хранится картина Тициана «Архангел Рафаил и Товия», многие другие произведения искусства.

## Галерея
- Кампанила (колокольня)
- Интерьер церкви
- С. Риччи. Святой Марциал во Славе. 1699-1701. Деталь росписи плафона